# Rivière du Calumet
Rivière du Calumet är ett vattendrag i Kanada.   Det ligger i provinsen Québec, i den sydöstra delen av landet, 90 km öster om huvudstaden Ottawa.
Omgivningarna runt Rivière du Calumet är en mosaik av jordbruksmark och naturlig växtlighet. Runt Rivière du Calumet är det ganska glesbefolkat, med 27 invånare per kvadratkilometer.